# Castell d'Odèn
El castell d'Odèn és un castell termenat del municipi d'Odèn, al Solsonès, declarat bé cultural d'interès nacional.

## Situació
Es troba a la part central-nord del municipi, damunt de l'església parroquial de santa Cecília d'Odèn, culminant l'escarpada carena del Castell i dominant la profunda Coma del Boix i els Estellots del Call. S'hi va des de la carretera L-401 (de Pont d'Espia a Coll de Jou), al punt quilomètric 26,9 (42° 08′ 09″ N, 1° 27′ 15″ E / 42.135960°N,1.454163°E), a la Creu del Call, prendre la que baixa a Santa Cecília (senyalitzada) en 0,5 km. A llevant del cementiri de l'església surt un camí ben evident que puja al castell, des d'on es gaudeix d'un panorama magnífic.

## Història
La primera notícia que tenim del «castri Odenne» és de 1073, en una afrontació d'un alou d'Isanta i, uns anys més tard, en una afrontació del castell de Timoneda.
L'any 1116, Ermengol VI, comte d'Urgell, empenyorà totes les franqueses que tenia en el castell i terme d'Odèn a favor de Mir Arnau, pel preu de 200 sous. Mir Arnau, amb la seva muller Guilla i llurs fills, cedí el castell i l'església a Santa Maria de Solsona el 1134.
L'any 1208, Ermengol VIII, comte d'Urgell, llegà en alou tots els masos que tenia en aquest castell a Santa Maria de Solsona. A final del segle xiii hi vivia el cavaller Bernat d'Odèn.

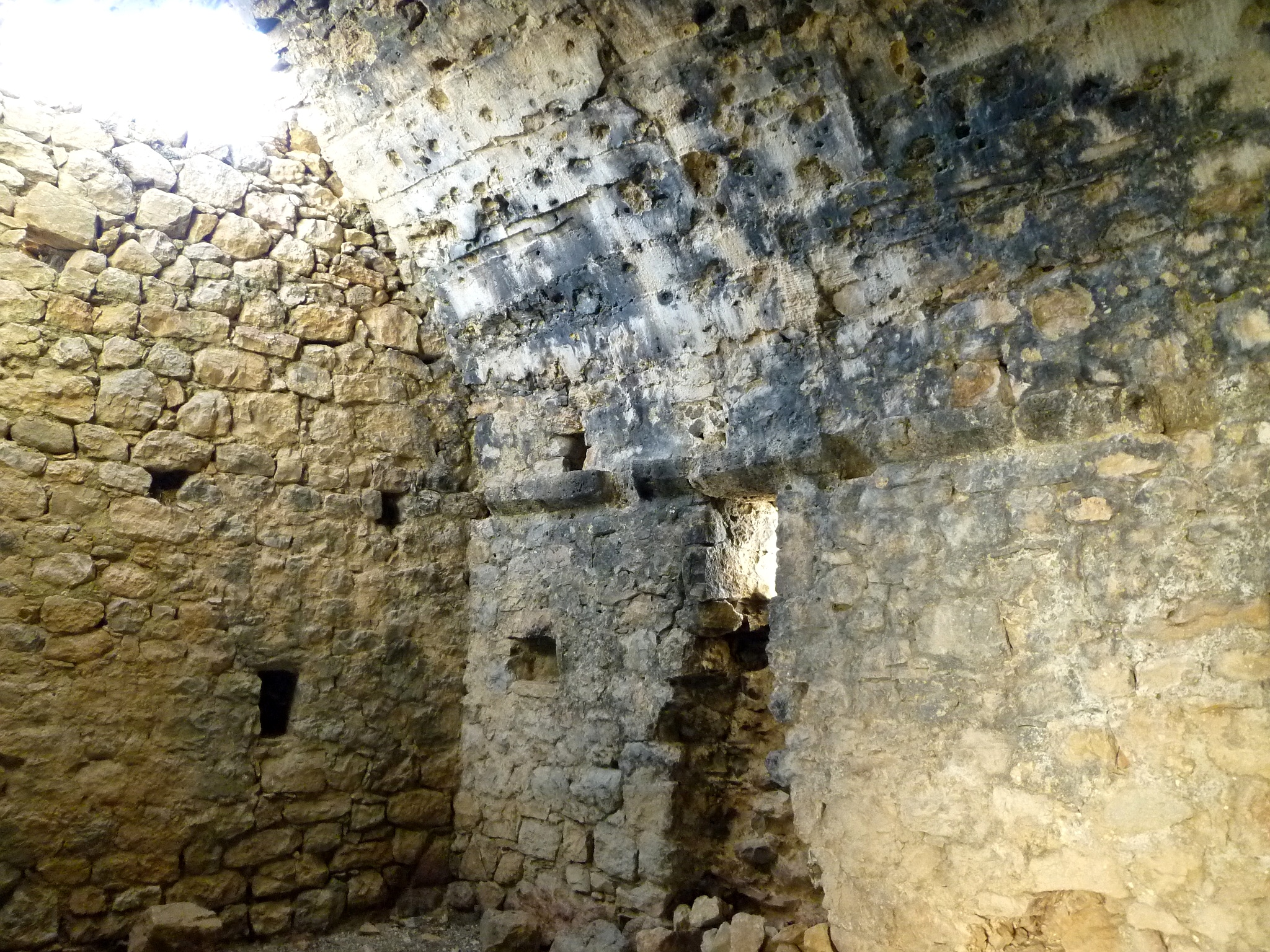
Interior de la capella del castell

El 1375, el «castrum d'Oden» figurava a la sèrie de castells que passaren a constituir el comtat de Cardona. A la documentació guardada a l'Arxiu Diocesà de Solsona es pot continuar observant la trajectòria del castell d'Odèn, dels seus diferents propietaris i de les relacions econòmiques i socials establertes a l'entorn seu, fins a arribar a l'any 1563 en què, per disposició del llegat del senyor Jeroni Solà, propietari del castell, aquest i tot el seu terme passà a ser propietat de la canònica de Santa Maria de Solsona.
El 1621 hom feu restaurar el castell amb el terç de les vendes de terra que havia cobrat el batlle anterior, anomenat Valletbò, i amb les rendes de la comunitat de la capbrevació del 1618 i el 1619. L'alta jurisdicció del castell d'Odèn fou, però, de la casa de Cardona.
L'any 1831 pertanyia a la Comunitat de Preveres de la Catedral de Solsona.

## Església

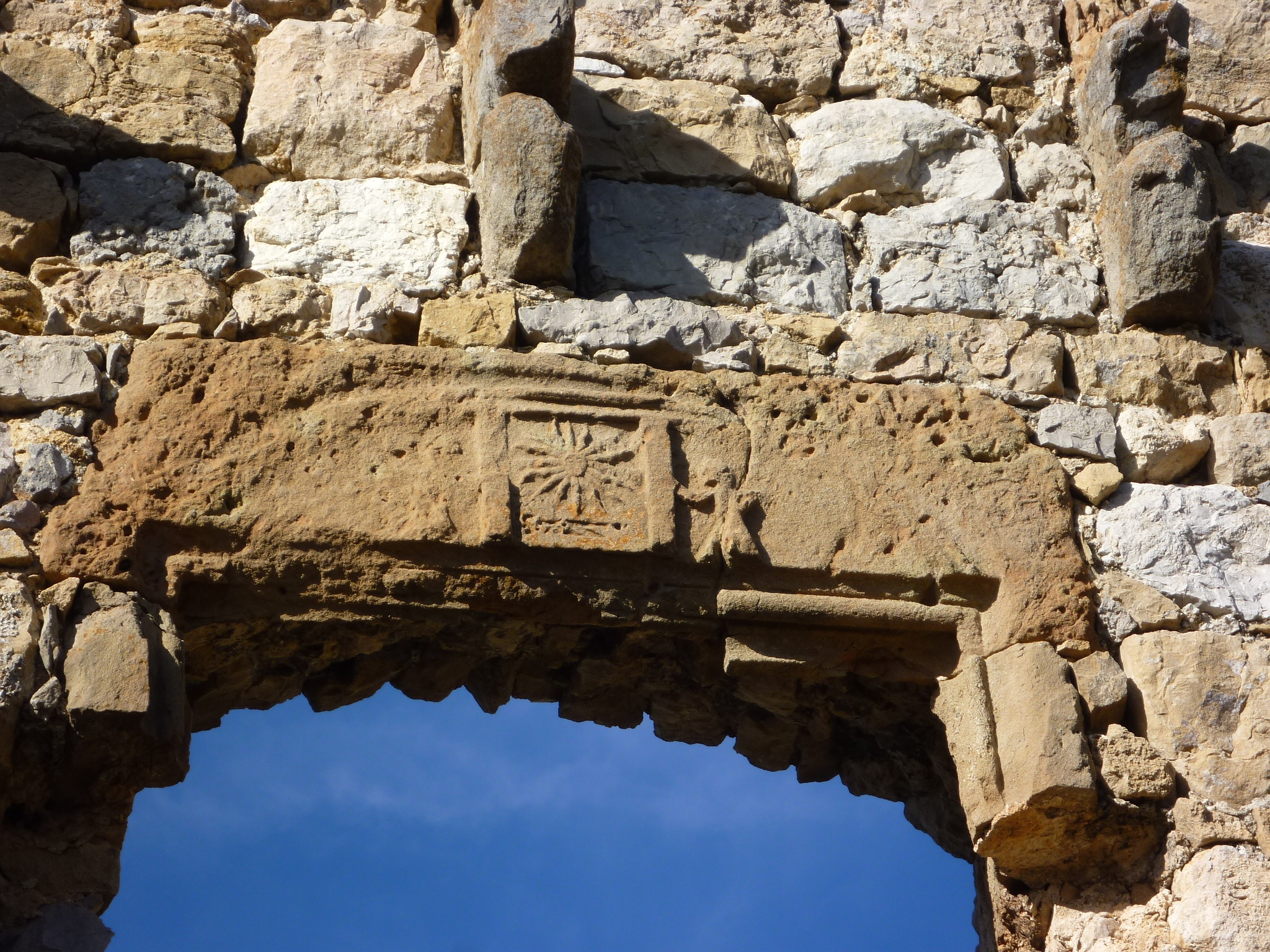
Escut amb un sol sostingut per dos personatges

El castell té església pròpia, adossada a la banda sud de la façana principal.
Aquesta capella està sota l'advocació de Sant Jaume.
Consta d'una nau rectangular, coberta amb volta apuntada que arrenca d'una cornisa de pla i bisell. Al mur de migjorn hi ha una finestreta rectangular sota la cornisa; més a l'extrem, gairebé a frec amb el castell, hi veiem una porta d'arc de mig punt adovellat, del qual les dovelles ja han desaparegut.
L'aparell ha estat fet a base de carreuons desbastats, disposats en filades uniformes, que fan pensar en les formes del segle xi o les rurals del segle xii.
Damunt la cornisa s'observen forats de bastida. Del castell cal destacar la llinda de la finestra situada damunt la porta d'entrada, que té gravat un escut amb un sol sostingut per dos personatges.